# Isla Dunerva
Isla Durneva o Dūrnev Araldary (en ruso: Ostrov Durnëva) es una isla costera en el litoral de la bahía de Shyghanaghy (también llamada bahía de Komsomolets) de la zona oriental del mar Caspio. Se encuentra al este de la península de Mangyshlak y 41,6 km al norte de la localidad de Turum.
Administrativamente la isla Durneva pertenece a la Provincia de Mangystau en la parte más occidental de Kazajistán.